# Tống Liêm
| Nhị thập tứ sử | Nhị thập tứ sử | Nhị thập tứ sử              | Nhị thập tứ sử |
| -------------- | -------------- | --------------------------- | -------------- |
| STT            | Tên sách       | Tác giả                     | Số quyển       |
| 1              | Sử ký          | Tư Mã Thiên                 | 130            |
| 2              | Hán thư        | Ban Cố                      | 100            |
| 3              | Hậu Hán thư    | Phạm Diệp                   | 120            |
| 4              | Tam quốc chí   | Trần Thọ                    | 65             |
| 5              | Tấn thư        | Phòng Huyền Linh (chủ biên) | 130            |
| 6              | Tống thư       | Thẩm Ước                    | 100            |
| 7              | Nam Tề thư     | Tiêu Tử Hiển                | 59             |
| 8              | Lương thư      | Diêu Tư Liêm                | 56             |
| 9              | Trần thư       | Diêu Tư Liêm                | 36             |
| 10             | Ngụy thư       | Ngụy Thâu                   | 114            |
| 11             | Bắc Tề thư     | Lý Bách Dược                | 50             |
| 12             | Chu thư        | Lệnh Hồ Đức Phân (chủ biên) | 50             |
| 13             | Tùy thư        | Ngụy Trưng (chủ biên)       | 85             |
| 14             | Nam sử         | Lý Diên Thọ                 | 80             |
| 15             | Bắc sử         | Lý Diên Thọ                 | 100            |
| 16             | Cựu Đường thư  | Lưu Hú (chủ biên)           | 200            |
| 17             | Tân Đường thư  | Âu Dương Tu, Tống Kỳ        | 225            |
| 18             | Cựu Ngũ Đại sử | Tiết Cư Chính (chủ biên)    | 150            |
| 19             | Tân Ngũ Đại sử | Âu Dương Tu (chủ biên)      | 74             |
| 20             | Tống sử        | Thoát Thoát (chủ biên)      | 496            |
| 21             | Liêu sử        | Thoát Thoát (chủ biên)      | 116            |
| 22             | Kim sử         | Thoát Thoát (chủ biên)      | 135            |
| 23             | Nguyên sử      | Tống Liêm (chủ biên)        | 210            |
| 24             | Minh sử        | Trương Đình Ngọc (chủ biên) | 332            |
| -              | Tân Nguyên sử  | Kha Thiệu Mân (chủ biên)    | 257            |
| -              | Thanh sử cảo   | Triệu Nhĩ Tốn (chủ biên)    | 529            |

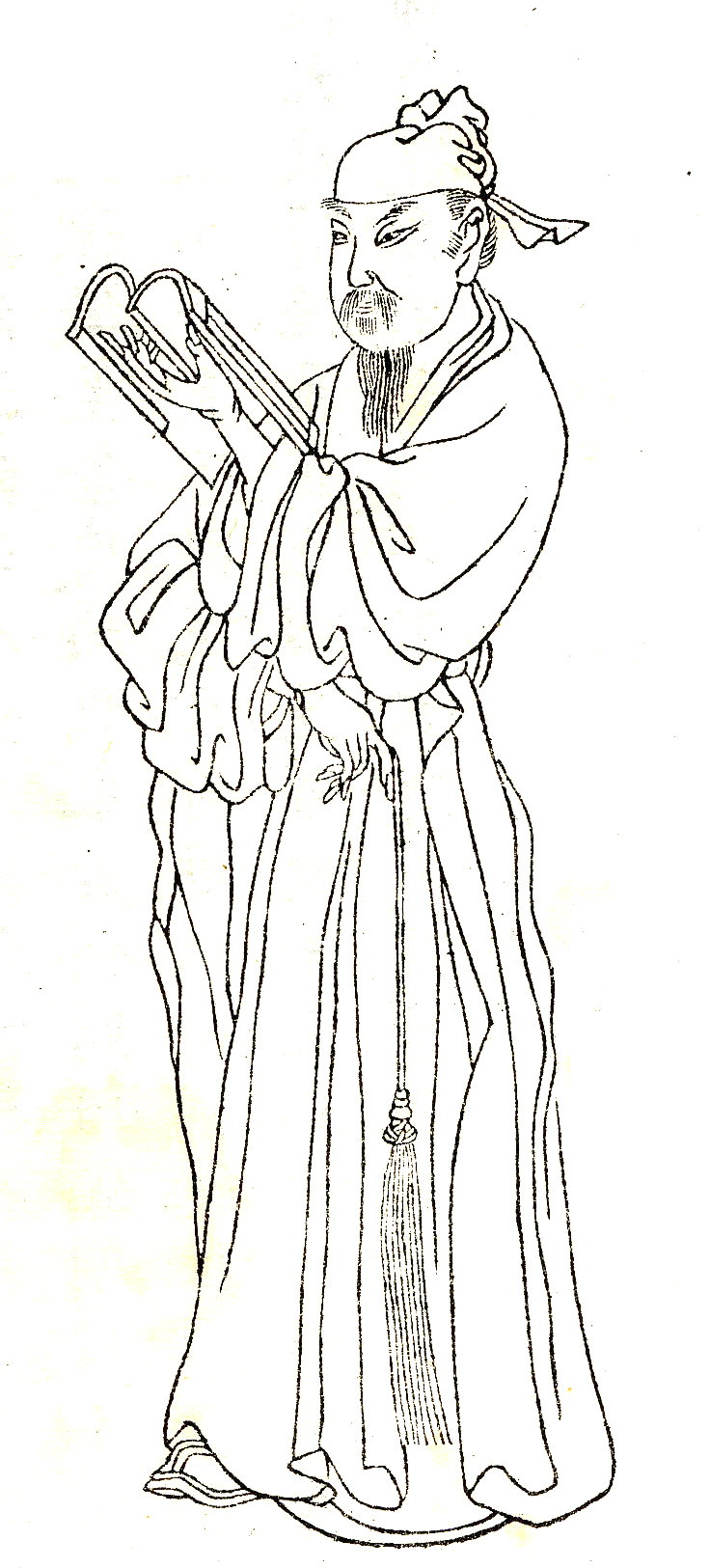
Tống Liêm

Tống Liêm (chữ Hán: 宋濂, bính âm: Song Lian, 1310 – 1381) là nhà chính trị, nhà sử học, nhà văn, nho sĩ, đại thần cuối thời Nguyên đầu thời Minh, tự Cảnh Liêm, hiệu Tiềm Khê, Vô Tương Cư, Long Môn Tử, Huyền Chân Tử, người Phố Giang huyện Nghĩa Ô tỉnh Chiết Giang (nay thuộc thôn Tiềm Khê, Kim Hoa), từng giữ chức Hàn lâm, chủ biên bộ "Nguyên sử", sau vì gặp tai họa bị Minh Thái Tổ phạt đày ra đất Thục, mắc bệnh chết ở đó.

## Tiểu sử
Ông sinh ra trong một gia đình nghèo khổ, từ nhỏ đã tinh thông Nho học, có học vấn tốt, từng học với các danh sĩ về cổ văn như Ngô Lai, Liễu Quán, Hoàng Tấn. Năm Chí Nguyên nguyên niên (năm 1335) đảm nhiệm việc dạy học tư thục, được Nguyên Thuận Đế bổ nhiệm làm Hàn lâm viện tu biên, nhưng ông từ chối vì lý do chăm sóc cha mẹ già yếu, sau sống ẩn cư, chuyên tâm vào nghiệp văn chương.
Năm Chí Chính thứ 20 (năm 1360), vì nghe danh tiếng cao xa của Tống Liêm, có ảnh hưởng lớn đến các thế lực phản loạn, nên Chu Nguyên Chương (Hồng Vũ Đế) thân hành đến tận nhà mời ông ra giúp, sau Chu Nguyên Chương thống nhất thiên hạ, kiến lập nhà Minh, phong cho ông là Giang Nam Nho học đề cử, chuyên giảng kinh điển Nho giáo cho Thái tử và định ra nhiều chế độ lễ nhạc cho nhà Minh. Năm Hồng Vũ thứ 2 (năm 1369), ông phụng mệnh Hoàng đế giữ chức chủ nhiệm việc biên soạn bộ Nguyên sử. làm quan tới chức Hàn lâm Học sĩ thừa chỉ, Tri chế cáo. Năm Hồng vũ thứ 10 (năm 1377) vì lý do tuổi già sức yếu, nên từ quan về quê nhà. Năm 1380, cháu là Tống Thận vì có dính líu đến vụ án Ngục Hồ Duy Dung, Chu Nguyên Chương ra lệnh thảm sát cả nhà ông, sau được Hoàng hậu và Thái tử cứu giúp, ông may mắn thoát chết, nhưng đổi lại toàn bộ thành viên trong gia tộc bị xử tội lưu, đày đến Mậu Châu (nay thuộc huyện Mậu tỉnh Tứ Xuyên). Trên đường tới vùng giữa Quỳ Châu (nay thuộc huyện Phụng Tiết thành phố Trùng Khánh) và Mậu Châu thì mắc bệnh qua đời. Thụy hiệu là Văn Hiến.
Học trò của ông là học giả nổi tiếng Phương Hiếu Nhụ sống vào đầu thời Minh.
Có thuyết nói rằng do bài thơ mà ông dâng lên Hoàng đế vào năm Hồng Vũ thứ 4 có câu "tự cổ giới cầm hoang" lời lẽ câu thơ khiến Chu Nguyên Chương nổi giận, nên mới gặp phải tai họa như trên.

## Địa vị văn học
Trong lịch sử văn học Trung Quốc, Tống Liêm với Lưu Cơ, Cao Khởi được thiên hạ xưng tụng là ba nhà thơ văn lớn đầu thời Minh, trong Nho giáo, ông đảm nhiệm làm người thừa kế chính thống truyền thống của Nho giáo, để lại phương châm trong nhiều tác phẩm như "Tôn Kinh", "Phục Cổ" và là tấm gương điển hình về văn chương thời Đường, Tống. Trước tác của ông chủ yếu thuộc thể loại truyện ký và tản văn, văn ông chất phác, giản dị. Lời văn ý nghĩa thâm sâu, dịu dàng, có nét đặc sắc riêng biệt. Chu Nguyên Chương từng bình luận về Tống Liêm qua câu "Khai Quốc Văn Thần Chi Đạo" (đạo của một văn thần khai quốc), Lưu Cơ tán dương ông là "văn chương đệ nhất đương đại", đám học giả đương thời gọi ông là "Thái Sử Công" (tức Tư Mã Thiên, tác giả bộ Sử ký). Trước tác mà ông để lại cho hậu thế bao gồm "Tống học sĩ toàn tập", "Phổ Dương nhân vật ký", "Hồng Vũ thánh chính ký".